# Acqua & Sapone (wielerploeg)/2009
Deze pagina geeft een overzicht van de wielerploeg Acqua & Sapone in  2009.

## Algemeen
Algemeen manager: Palmiro Masciarelli
Ploegleiders: Franco Gini, Lorenzo Di Lorenzo, Bruno Cenghialta
Fietsmerk: De Rosa

## Renners
| Naam                  | Geboortedatum | Nationaliteit | Ploeg 2008 |
| --------------------- | ------------- | ------------- | ---------- |
| Dario Andriotto       | 25-10-1972    | Italië        |            |
| Massimo Codol         | 27-02-1973    | Italië        |            |
| Francesco di Paolo    | 18-04-1982    | Italië        |            |
| Alessandro Donati     | 08-05-1979    | Italië        |            |
| Francesco Failli      | 16-12-1983    | Italië        |            |
| Alessandro Fantini    | 20-10-1985    | Italië        | Beloften   |
| Stefano Garzelli      | 16-07-1973    | Italië        |            |
| Ruggero Marzoli       | 16-09-1971    | Italië        | inactief   |
| Andrea Masciarelli    | 02-09-1982    | Italië        |            |
| Francesco Masciarelli | 05-05-1986    | Italië        |            |
| Simone Masciarelli    | 02-01-1980    | Italië        |            |
| Diego Milan Jimenez   | 10-07-1985    | Spanje        |            |
| Didac Ortega          | 05-04-1982    | Spanje        |            |
| Giuseppe Palumbo      | 10-09-1975    | Italië        |            |
| Luca Paolini          | 17-01-1977    | Italië        |            |
| Luca Pierfelici       | 03-09-1983    | Italië        |            |

## Overwinningen
Settimana Ciclistica Lombarda
6e etappe: Luca Paolini
Ronde van Italië
4e etappe: Stefano Garzelli
Giro Ciclistico del Cigno
Paolo Ciavatta
Coppa Bernocchi
Luca Paolini
2004 · 2005 · 2006 · 2007 · 2008 · 2009 · 2010 · 2011 · 2012